# Terraria
Terraria (укр. Террарія) — інді-відеогра розроблена студією Re-Logic. Сенс гри полягає у дослідженні світу, виготовленні предметів, будівництві та битві з чудернацькими істотами (зокрема й босами) у випадково створеному 2D-світі.
Гра вийшла 16 травня 2011 року. За оцінками, було продано близько 50 000 копій в перший день випуску, і одночасно понад 17 000 гравців були онлайн першого дня. За тиждень було продано 200 000 копій гри, що робить її найбільш проданою грою за тиждень у Steam, таким чином Terraria випередила The Witcher 2 та Portal 2. 22 лютого 2012 студія Re-Logic опублікувала новину про закриття проєкту й початок активної роботи над новим. У 2013 році Terraria вийшла у PlayStation Network та Xbox Live Arcade з ексклюзивним вмістом. Згодом, розробка відеогри була поновлена.

## Ігровий процес

Знімок екрана частини ігрового процесу Terraria.

Перед грою гравцеві потрібно створити персонажа й світ або вибрати з уже створених ним. Персонажу можна обрати ім'я, стать, зачіску, одяг, колір волосся, колір очей та шкіри. А також один з чотирьох рівнів складності: подорож (гравець починає гру з додатковим спорядженням, яке можна використовувати тільки у світах «подорожі»), класика (після смерті персонаж позбавляється накопичених грошей), середня (персонаж втрачає предмети після смерті) та складний режим (персонаж після смерті не відроджується). Для світу можна обрати назву, розмір (маленький, середній чи великий), режим (подорожі, класика, експерт чи майстер), біом (багрянець чи псування) та сіди (for the worthy).
Після створення, персонаж з'являється у випадково створеному світі. У його інвентарі — мідні сокира, кайло та кинджал. Сокирою можна вирубувати дерева, отримуючи деревину, кайлом — ламати блоки. Інвентар персонажа поділений на спеціальні групи слотів для будь-яких типів предметів: броні, аксесуарів, боєприпасів та інших. Спочатку кількість здоров'я і мани обмежена (100 балів здоров'я і 20 балів мани) — ці показники гравець може збільшити, якщо знайде у світі заховані «кришталеві серця» (англ. Crystal Heart) і створить «кристали мани» (англ. Mana Crystal). На гравця з самого початку нападають найслабші з ворогів — зелені слимаки. З убитих випадають гроші та іноді які-небудь речі (як правило, матеріали); якщо персонаж має не повний запас життя або мани, то з ворога також випадає серце (зцілює) та синя зірочка (відновлює ману) відповідно.
З матеріалів, здобутих у процесі гри, можна робити різні речі, які полегшують процес гри. Наприклад, з шести одиниць дерева створюються дерев'яні двері, а з двох одиниць піску — скло. Щоб отримати більшість речей, гравцеві необхідно створити верстак, піч та ковадло, які можна поставити в будинку. Деякі предмети, наприклад, Демонічний вівтар або Пекельну піч, можна знайти в певному біомі.
У грі відбувається динамічна зміна дня та ночі: змінюється освітлення, фонова музика, об'єкти на небі: за положенням сонця або місяця можна визначити час дня. Пізніше можна зробити годинник. Одна ігрова хвилина дорівнює одній реальній секунді, тобто одна доба триває 24 хвилини. Також змінюються чудовиська: замість слимаків (з 4:30 AM по 7:30 PM — день) з'являються демонічні очі та зомбі (з 7:30 PM по 4:30 AM — ніч). На початковому етапі гри гравець, швидше за все, не зможе відбитися від них, тому потрібно збудувати дім. В будинку мають бути у наявності: хоча б один предмет зручності (стілець, трон, лава, ліжко, унітаз), хоча б один плоский предмет (стіл, тумба, верстак, ванна, книжкова шафа), і хоча б один вхід (двері, люк) та джерело світла (смолоскип, люстра). Будинок має бути розміром як мінімум 4x8 вільних блоків, оточених стінами (включаючи фонові). Після цього споруда починає вважатися будинком, і у ній може оселитися NPC. Якщо в будинку поставити ліжко, то його можна зробити точкою відродження.
Зверху було згадано, що на початку гри у персонажа є мідний короткий меч для захисту від монстрів, надалі гравець може знайти або створити зброю різних видів: мечі, луки, вогнепальну зброю, магічні книги та скіпетри тощо. На пізніх етапах гри персонажу можна вибрати певний клас, який ефективніше використовує те чи інше озброєння та обладунки — залежно від класу персонаж може найефективніше боротися з ворогами в ближньому бою, розстрілювати здалеку з рушниці або лука, використовувати магію або закликати дружніх істот, що борються на його боці. З певною ймовірністю вночі може з'явитися «Кривавий місяць» (англ. Blood Moon) — подія, при якій з'являється безліч ворогів, здатних не лише атакувати ігрового персонажа на відкритій місцевості, а й вдиратися в споруди. Гравець може закликати босів, з яких можна видобути рідкісні предмети, трофеї та монети. Бос може з'явитися в грі при використанні певного предмета, руйнування особливих блоків або випадковим чином після виконання будь-яких певних умов.
У кожному біомі мешкає унікальний набір істот, що відрізняються не лише зовнішнім виглядом, а й веденням бою. Гравець може вирушити в підземні печери, закликати та перемогти боса «Стіна Плоті» (англ. Wall of Flesh), щоб гра перейшла в «складний режим» (англ. Hardmode), який додає безліч нових та посилених версій існуючих супротивників, а також неігрових персонажів, босів, корисних копалин та предметів. Після цього гравець може битися з іншими босами, у тому числі «Плантерою» (англ. Plantera), «Големом» (англ. Golem) та «Місячним Лордом» (англ. Moon Lord), фінальним та найскладнішим босом гри.
Для Terraria регулярно виходять великі оновлення, які вносять до гри новий контент (предмети, NPC, біоми, боси).

## Багатокористувацький режим
Terraria підтримує багатокористувацький режим. Окрім, власне, гри з іншими гравцями, він не відрізняється від однокористувацької. У Terraria є режими «гравець проти гравця» (англ. PvP, Player versus Player), в якому гравці або команди ведуть бій між собою (кожен гравець може увімкнути в інвентарі режим PvP (значок схрещених мечів та щита). Якщо у двох або декількох гравців одночасно увімкнений режим PvP, то вони можуть битись між собою. Смерть від рук іншого гравця не карається втратою монет (якщо у персонажа «класичний» рівень складності) і «захоплення дорогоцінного каміння» (англ. Capture the Gem), схоже із захопленням прапора — командам потрібно створювати великі кристали та вилучати їх один в одного. Приєднатись до іншого серверу можна через запрошення або ввівши IP-адресу. Також для Terraria є розроблені спільнотою модифікації.

## Оцінки й відгуки
Terraria отримала в цілому позитивні відгуки від критиків: на сайті «Metacritic» гра має середню оцінку 83/100, винесену на основі 29 рецензій у різних виданнях, 25 з яких позитивні. Рецензія сайту «Destructoid» містила похвалу Terraria, як гри з «інтенсивною глибиною». Оглядач похвалив Террарію, як подібну значною мірою до Minecraft у двох вимірах. «GameZone» дав грі 9 з 10 балів.
«GameSpot» похвалив за можливість дослідження і завершеність в Terraria, але критикує відсутність у грі навчання (на цей час навчання є в мобільній/консольної версії гри) або яких-небудь його напрямків. Terraria виборола перше місце в номінації «Інді-гра 2011 року за вибором гравців» на «IndieDB». Студія «Spike Chunsoft» випустила версію гри для «PlayStation 3» в Японії, яка включала ексклюзивні предмети, такі як костюм Монокуми з «Danganronpa: Trigger Happy Havoc».

## Серія Terraria
Terraria 2 має стати другою частиною серії Terraria. Про природу та зміст гри відомо небагато, і наразі немає дати випуску. Головний розробник Terraria, Redigit, пояснив, що, хоча гра матиме «багато спільного з оригіналом», вона також буде «досить іншою». Він «хоче поширити на весь всесвіт Terraria». Зокрема, він показав, що, ймовірно, буде нескінченна кількість світів, більше різноманітності біомів і цілісне знання. Cenx згадав «багато нових механізмів гачка» і зазначив, що Terraria 2 буде заснована на іншому движку, ніж Terraria, який використовує .NET Framework і Microsoft XNA.
Terraria 2 перебуває в тій чи іншій формі розробки з лютого 2012 року. Спочатку згадувалося, що Redigit працюватиме над Terraria: Otherworld до розробки Terraria 2, але Terraria: Otherworld було скасовано 13 квітня 2018 року. Відтоді Redigit повернувся до Terraria. У травні 2019 року Redigit і Cenx згадали про плани розробити наступника Terraria, але оскільки в останні роки не було жодних новин, окрім цього, стан гри наразі невідомий.

### Terraria: Otherworld
16 лютого 2015 року Re-Logic анонсувала спін-офф гри — Terraria: Otherworld, який мав вийти не пізніше того ж року. У ньому гравцеві потрібно було очистити ігровий світ від спотворення, і передбачалося, що для цього потрібно було знайти «очищаючі вежі», активувати їх, і вони потім мали усунути поширення спотворення. У Terraria: Otherworld планувалося реалізувати більше стратегії та рольових елементів, таких як Tower Defense, система навичок та сюжет. У квітні 2017 року Re-Logic оголосила, що попереднього партнера Engine Software з розробки проєкту буде відсторонено на користь нової студії Pipeworks, оскільки розробка гри не сходилася з графіком. 12 квітня 2018 року Re-Logic повідомила про скасування розробки гри, оскільки студія була незадоволена станом проєкту і не побажала випускати його в неготовому вигляді.